# Лаленок Юнайтед
Футбольний клуб Лаленок Юнайтед (порт. Lalenok United F.C.) — східнотиморський футбольний клуб з міста Ділі. Команда грає в Першому дивізіоні Ліги Амадора після того, як зайняла друге місце та піднялася з другого дивізіону у 2018 році. Клуб один раз став чемпіоном країни, та один раз виграв Суперкубок Східного Тимору.

## Історія
У 2019 році команда виграла титул чемпіона країни, завершивши сезон із 30 очками в 14 матчах, на 5 очок випередивши попереднього чемпіона «Боавішта Ділі». У тому ж сезоні команда також виграла Кубок Східного Тимору та Суперкубок Східного Тимору, ставши першою східнотиморською командою, яка виграла всі три турніри в одному році. У 2020 році «Лаленок Юнайтед» став першим східнотиморським клубом, який грав у континентальних турнірах.

### Кваліфікація Кубка АФК 2020
Після перемоги команди в сезоні Першого дивізіону Ліги Амадора «Лаленок Юнайтед» став першим в історії східнотиморським клубом, який брав участь у континентальному змаганні. Президент «Лаленок Юнайтед» Педру Белу визнав, що команда, напевно, не мала великих шансів вдало дебютувати в змаганнях у матчах проти індонезійської команди «ПСМ Макасар». Белу визнав силу супротивників, однак був упевнений, що команда наполегливо працюватиме, намагаючись вдало представляти футбол Східного Тимору, і пишався міжнародним визнанням, якого клуб отримав після кваліфікації.
Перший матч протистояння був домашнім для «Лаленок Юнайтед», однак він проходив на стадіоні «Каптен І Ваян Діпта», а не на власному стадіоні клубу. «Лаленок Юнайтед» швидко вийшов вперед, гол забив нападник Даніель Ададе на другій хвилині матчу. «ПСМ Макасар» також швидко зрівняв рахунок, а пізніше індонезійська команда забила 4 голи, завершивши гру поразкою «Лаленок Юнайтед» з рахунком 1-4. У матчі-відповіді команда зіграла подібним чином, поступившись з рахунком 1-3, єдиний гол команди забив захисник Франсішку да Кошта. Загальний рахункок двоматчевого двобою став 2–7, що призвело до вибування «Лаленок Юнайтед» із турніру.

## Титули і досягнення
- Переможець Першого дивізіону Ліги Амадора: 2019
- Володар Кубка Східного Тимору: 2019, 2020
- Володар Суперкубка Східного Тимору: 2019
- Володар Кубка футбольної федерації Східного Тимору: 2020[8]